# Pyrilia barrabandi
Il pappagallo guancerancio (Pyrilia barrabandi Kuhl, 1820) è un uccello della famiglia degli Psittacidi. Magnifico pappagallino che non presenta dimorfismo sessuale, di taglia attorno ai 25 cm, ha colorazione base verde, con remiganti blu, sottocoda giallo bordato di blu, parte inferiore dell'ala rossa e scudo ocra sul petto. L'occhio è cerchiato di bianco, il becco e le zampe grigie; si presenta in due sottospecie facilmente distinguibili:
- P. b. barrabandi, sottospecie nominale, con cappuccio color testa di moro e macchia a forma di goccia sulla guancia di colore giallo dorato (nei giovani il cappuccio è ocra come lo scudo sul petto e la macchia gialla è più pallida), calzoni gialli e spallina gialla;
- P. b. aurantiigena, differente dalla sottospecie nominale per la macchia di colore rosso, le spalline e i calzoni rossi.

Vive lungo l'Orinoco in Venezuela e nel bacino del Rio delle Amazzoni in Colombia, Ecuador, Perù, Bolivia e Brasile, nelle foreste fino a 500 metri di quota.
Kuhl diede il nome a questa specie in onore di Jacques Barraband famoso pittore di uccelli esotici della fine del 1700.